# Giancarlo Cruder
Giancarlo Cruder (Tarcento, 23 novembre 1947) è un politico italiano.

## Carriera politica
Membro di lungo corso della Democrazia Cristiana e dopo del Partito Popolare Italiano.
Dal 25 dicembre 1994 al 4 dicembre 1996 è Presidente del Consiglio regionale del Friuli-Venezia Giulia
Dal 28 aprile 1996 al 14 giugno 1998 è Presidente della Regione Friuli-Venezia Giulia
Dal 9 ottobre 2006 al 15 maggio 2011 è Vicesindaco di Tarcento (Udine), sua città natale in una giunta di centrodestra.
Dal 2008 è iscritto all'Unione di Centro.